# L'Assommoir (film, 1931)
Pour les articles homonymes, voir The Struggle et L'Assommoir (homonymie).
Pour plus de détails, voir Fiche technique et Distribution.
L'Assommoir (The Struggle) est un film américain réalisé par D. W. Griffith, sorti en 1931.

## Synopsis
Jimmie a pris l'habitude de boire de l'alcool de contrebande en partie à cause de la loi sur la Prohibition. Lorsqu'il tombe amoureux de Florrie et la demande en mariage, il fait le vœu de ne plus prendre un seul verre. Le jeune couple s'installe et donne naissance à une fille et mène une vie de famille heureuse jusqu'à ce que Jimmie recommence à boire en raison des circonstances économiques. Alors qu'il sombre dans l'alcoolisme, sa famille tombe dans le désarroi lorsque sa sœur Nan est obligée de rompre ses fiançailles avec Johnny à cause du mauvais comportement de Jimmie, alimenté par l'alcool. Finalement, Florrie parvient à sauver la famille et aide Jimmie à se remettre sur pied.

## Fiche technique
- Titre original : The Struggle
- Titre français : L'Assommoir
- Réalisation : D. W. Griffith
- Scénario : Anita Loos et John Emerson d'après L'Assommoir d'Émile Zola
- Photographie : Joseph Ruttenberg
- Pays d'origine : États-Unis
- Format : Noir et blanc - 1,37:1 - Mono
- Genre : drame
- Date de sortie : 1931

## Distribution
- Hal Skelly : Jimmie Wilson
- Zita Johann : Florrie
- Charlotte Wynters : Nina
- Evelyn Baldwin : Nan Wilson
- Charles Richman : Mr. Craig
- Helen Mack : une méchante fille
- Kate Bruce : Mamie